# 良岑清風
良岑 清風（よしみね の きよかぜ）は、平安時代初期から前期にかけての貴族。姓は朝臣。桓武天皇の皇子である大納言・良岑安世の三男。官位は従四位下・近江権守。

## 経歴
仁明朝初頭の承和元年（834年）に内舎人に任ぜられ、承和5年（838年）に下野掾となる。内匠少允や伊勢大掾を経て、嘉祥2年（849年）に従五位下に叙爵する。
文徳朝に入っても、嘉祥4年（851年）加賀介と引き続き地方官を務め、仁寿4年（854年）には従五位上に叙せられている。天安元年（857年）に左馬助次いで左近衛少将と京官の武官に遷る。天安2年（858年）美濃介次いで播磨権介と地方官を兼ねるも、母の喪に服するため一旦官職を解かれ、その後再任されて本官に復している。同年11月に正五位下に昇叙。
清和朝の貞観2年（860年）従四位下に叙せられる。貞観5年（863年）2月に近江権守として地方官に転じたが、赴任後まもない同年4月15日に卒去。享年44。最終官位は従四位下行近江権守。

## 官歴
『六国史』による。
- 承和元年（834年）日付不詳：内舎人
- 承和5年（838年） 日付不詳：下野掾
- 承和8年（841年） 日付不詳：内匠少允
- 承和9年（842年） 日付不詳：伊勢大掾
- 時期不詳：正六位上
- 嘉祥2年（849年） 正月7日：従五位下
- 嘉祥4年（851年） 正月11日：加賀介
- 仁寿4年（854年） 正月7日：従五位上
- 斉衡4年（857年） 2月16日：左馬助。5月8日：左近衛少将。6月19日：兼越中権介
- 天安2年（858年） 正月16日：兼美濃介。2月5日：兼播磨権介。日付不詳：解職（母服喪）。11月7日：正五位下。
- 貞観2年（860年） 正月16日：兼播磨権介。11月16日：従四位下
- 貞観4年（862年） 正月13日：兼美作守
- 貞観5年（863年） 2月10日：近江権守。4月15日：卒去（従四位下行近江権守）